# Vågig kvastmossa
Vågig kvastmossa (Dicranum polysetum) är en bladmossart som beskrevs av Swartz 1801. Vågig kvastmossa ingår i släktet kvastmossor, och familjen Dicranaceae. Arten är reproducerande i Sverige. Inga underarter finns listade i Catalogue of Life.

## Bildgalleri

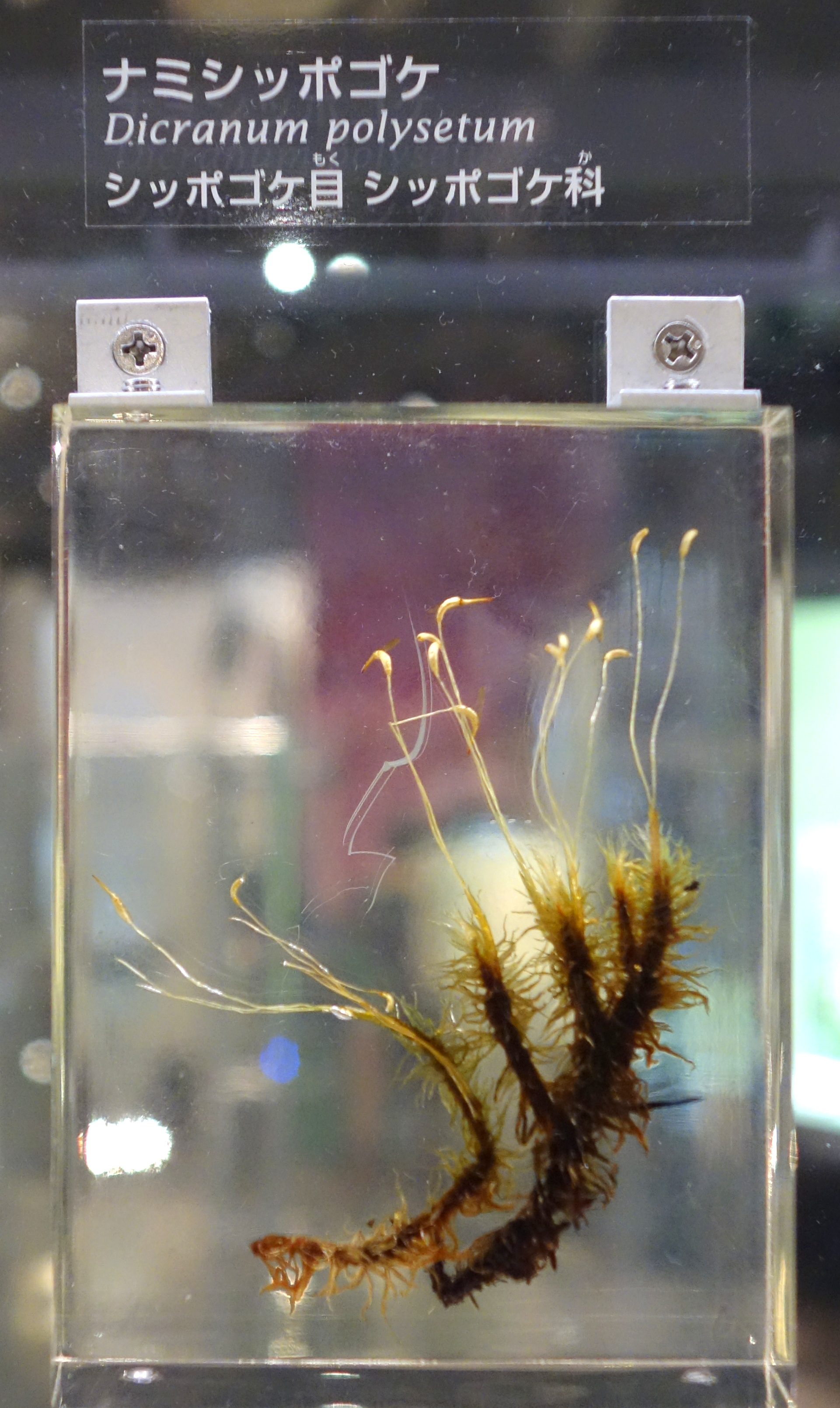
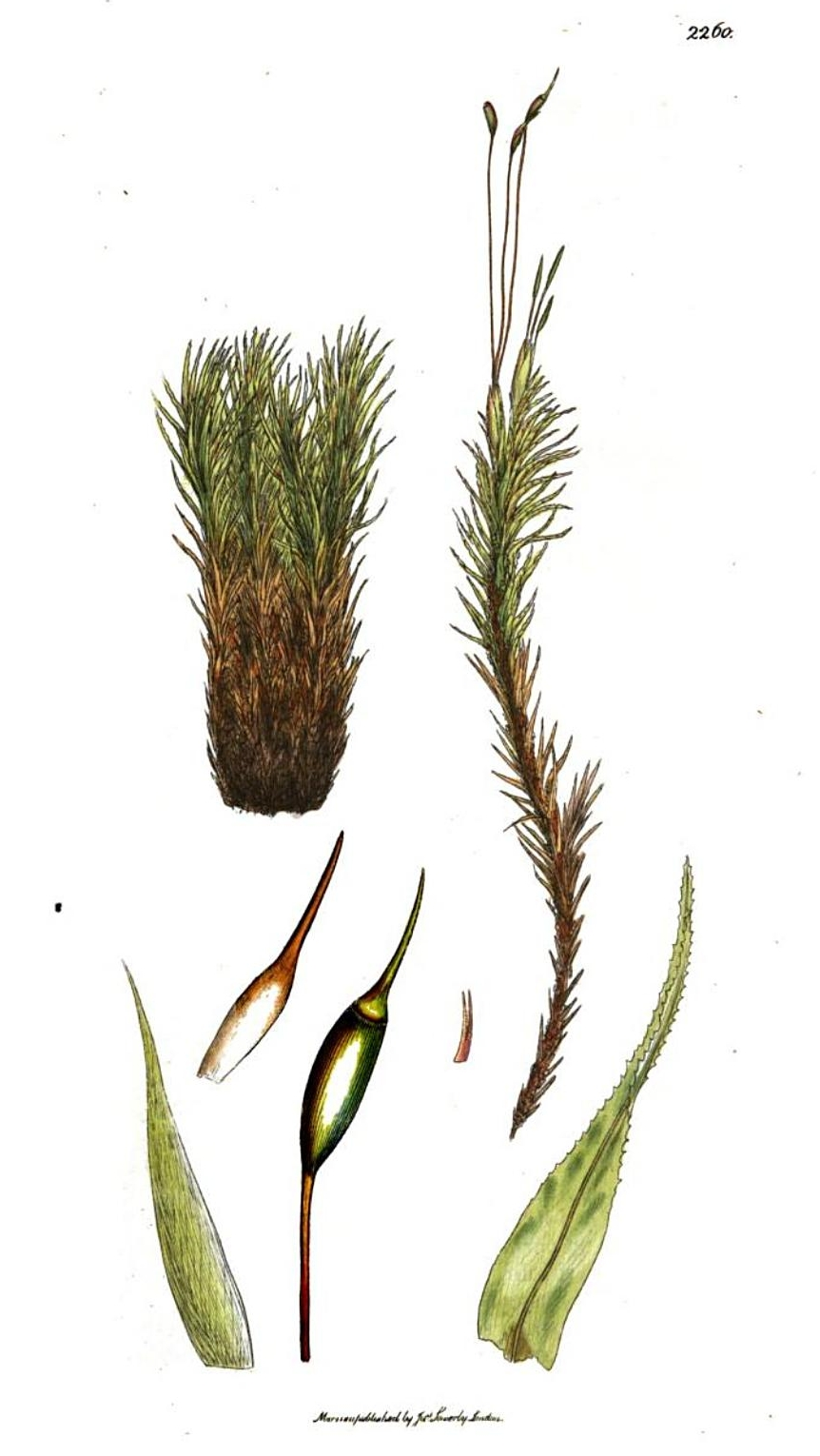
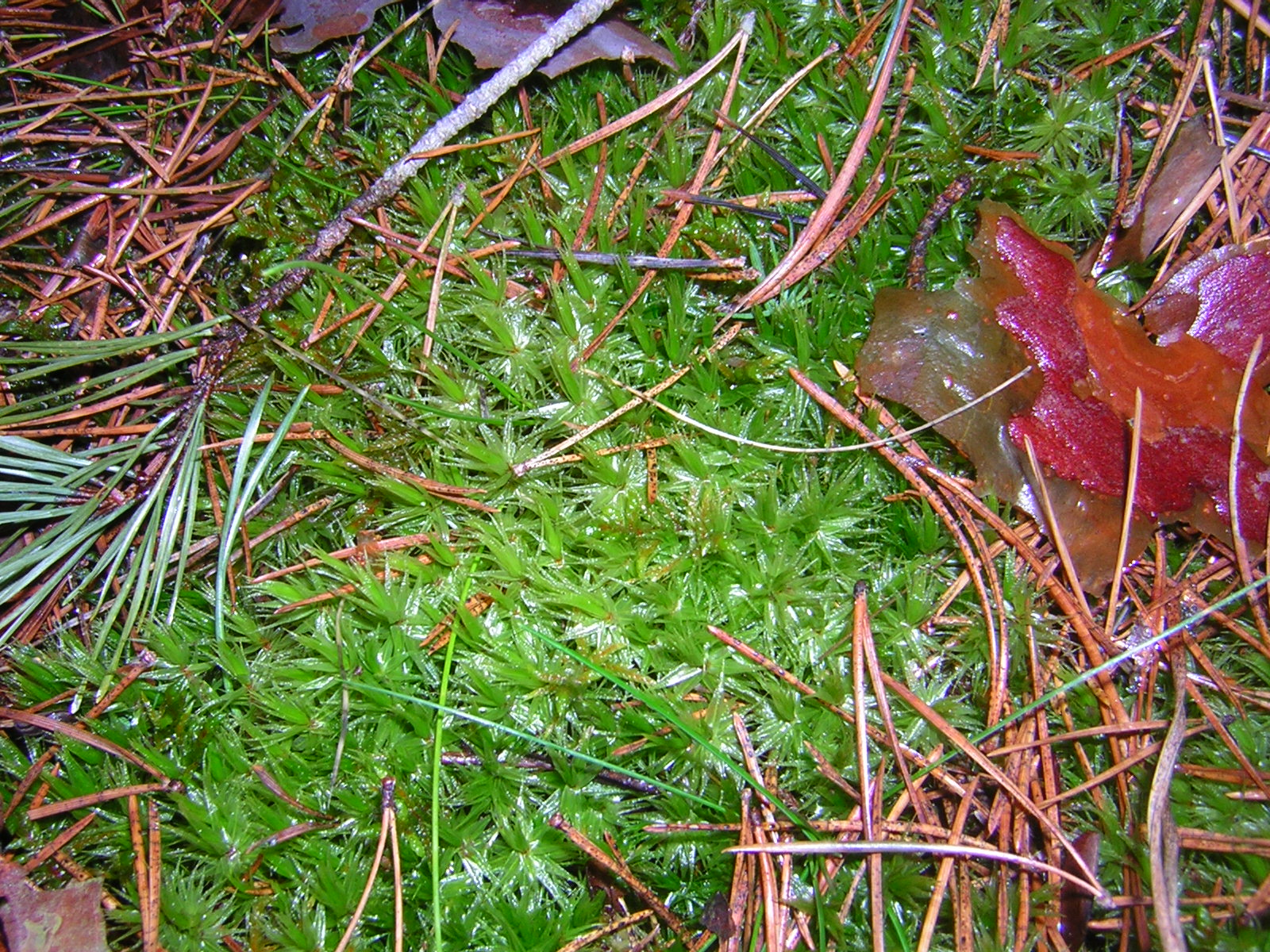
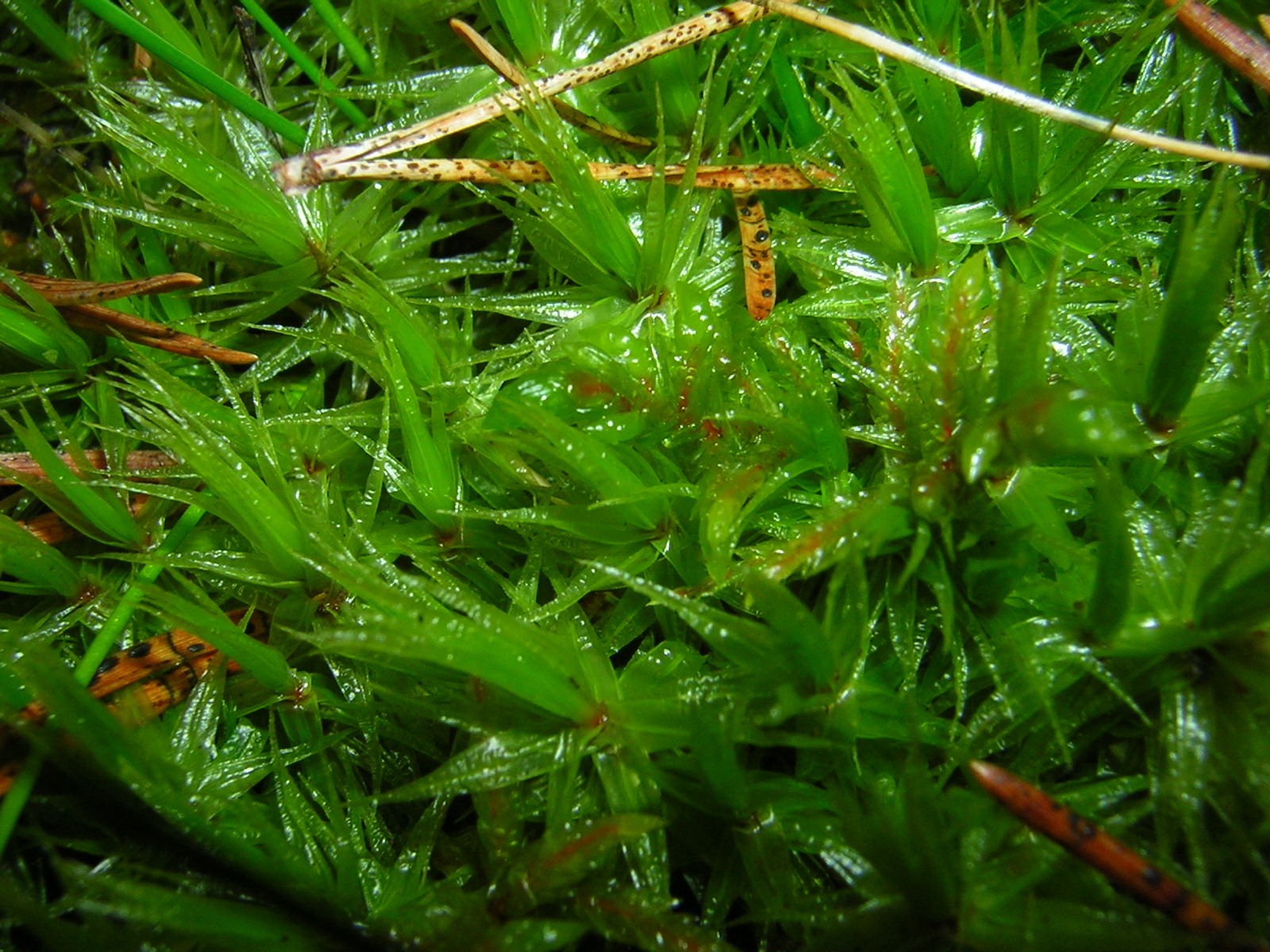
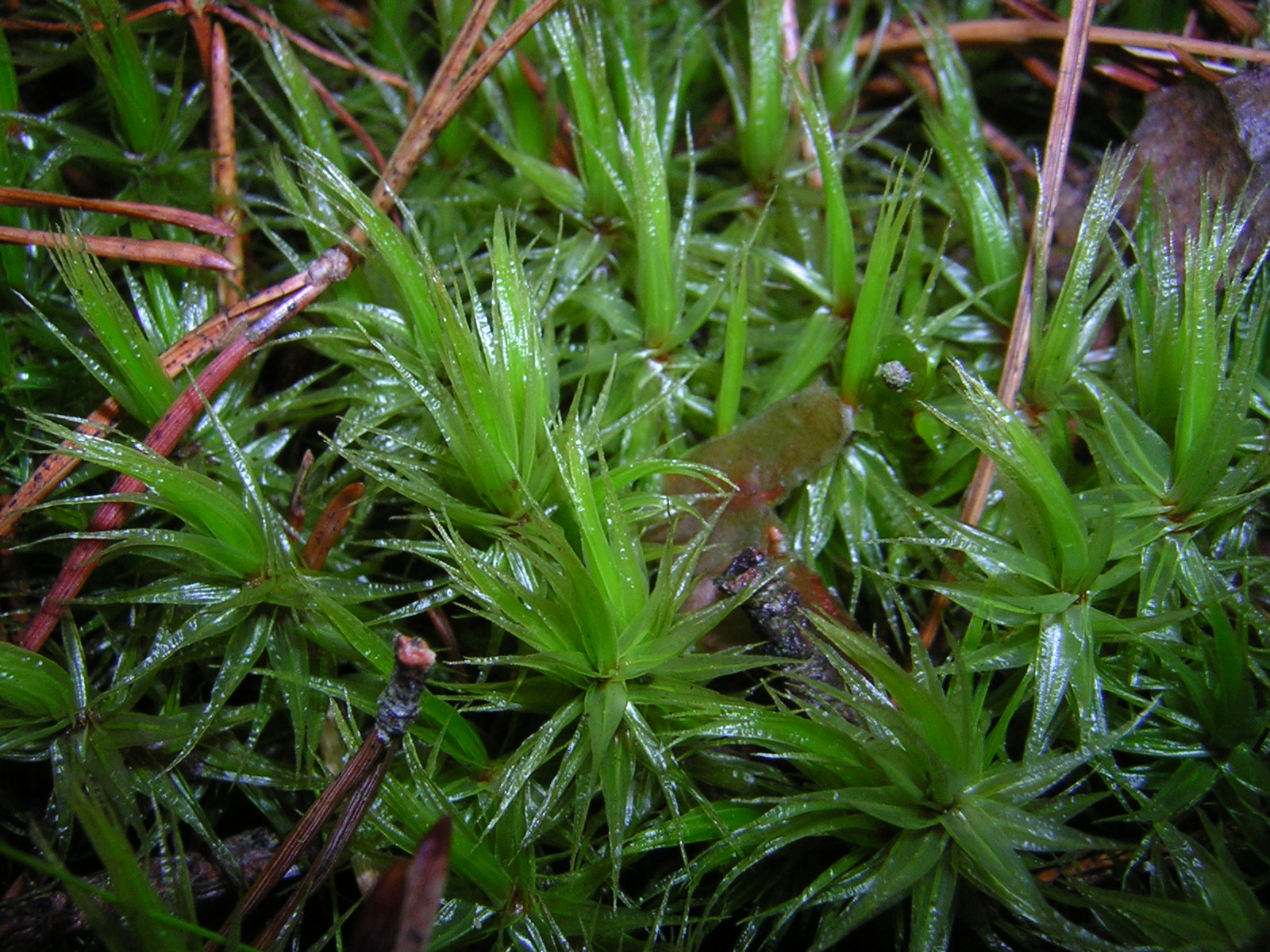
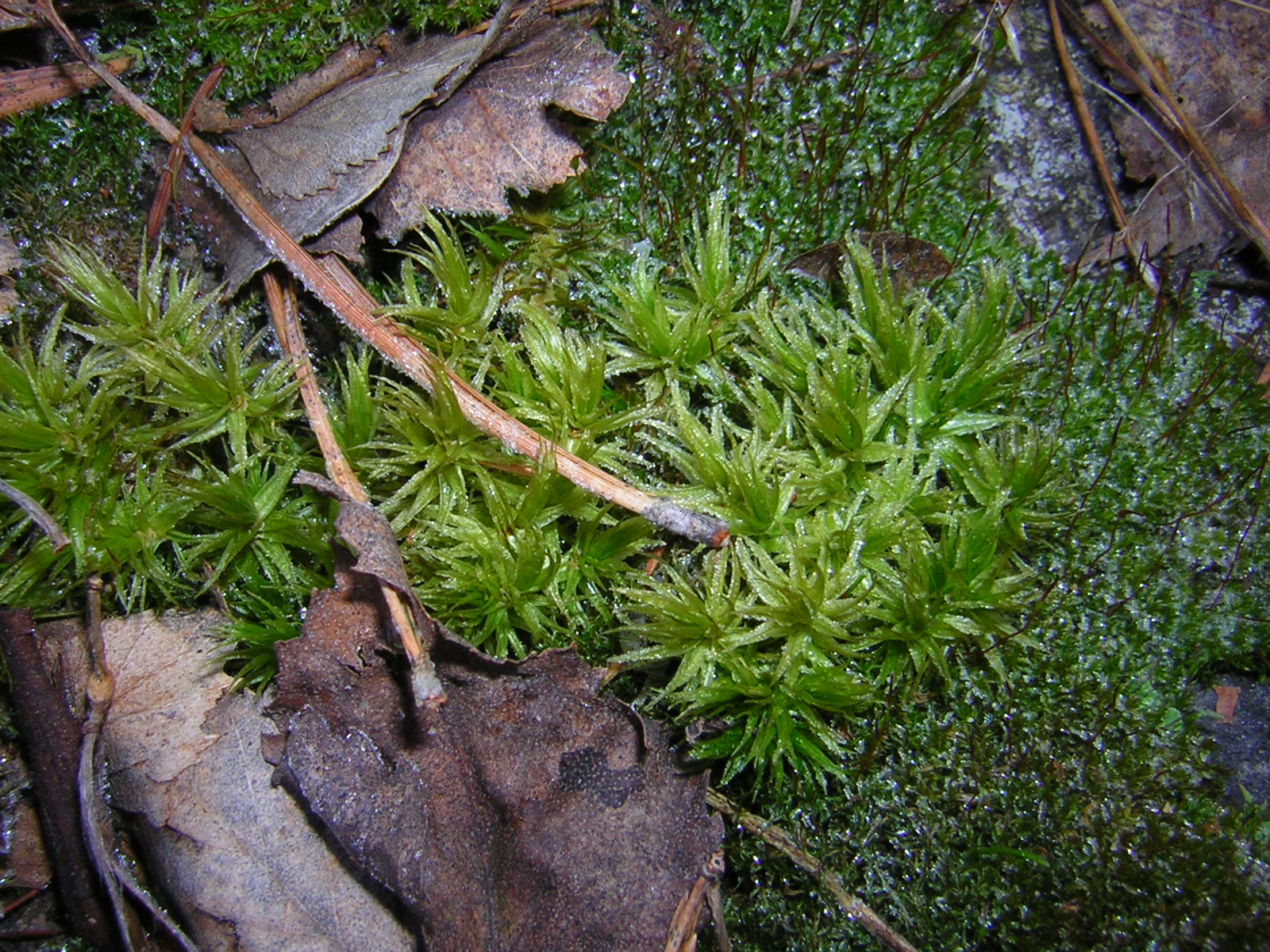